# Ган Исландец
«Ган Исландец» (фр. Han d'Islande) — первый изданный роман французского писателя Виктора Гюго, написанный в 1820 году, когда автору было 18 лет, и опубликованный в 1823 году. Его главный герой ради спасения любимой отправляется в Северную Норвегию, где сталкивается с Ганом Исландцем — чудовищем в человеческом обличье.

## Восприятие
Первый роман Гюго высоко оценивал Виссарион Белинский. «Если Ган Исландец может существовать в природе, — писал он — то я, право, не понимаю, чем он хуже какого-нибудь Карла Моора или даже маркиза Позы? Я люблю Карла Моора как человека, обожаю Позу как героя и ненавижу Гана Исландца как чудовище; но как создания фантазии, как частные являения общей жизни они для меня все равно прекрасны». Известно, что Модест Мусоргский в возрасте 17 лет хотел написать по мотивам «Гана Исландца» оперу. 
В 1988 году на основе романа была создана видеоигра.